# Leopecten cocosensis
Leopecten cocosensis is een tweekleppigensoort uit de familie van de Pectinidae. De wetenschappelijke naam van de soort is voor het eerst geldig gepubliceerd in 2007 door Waller.